# KVC Wingene
KVC Wingene is een Belgische voetbalclub uit Wingene. De club is aangesloten bij de KBVB met stamnummer 5216 en heeft blauw en wit als kleuren.

## Geschiedenis
In 1949 sloot Hoger Op Wingene zich aan bij de Belgische Voetbalbond. Wingene ging er van start in de provinciale reeksen, waar het de volgende decennia bleef spelen.
Eind jaren 70 sloot in Wingene ook SK Sint-Jan Wingene zich aan bij de KBVB onder stamnummer 8606. Halverwege de jaren 90 maakten beide Wingense clubs een opgang. In 1996 pakte Sint-Jan de titel in Derde Provinciale, wat Hoger Op in 1997 nadeed. Vanaf 1997 troffen zo beide clubs elkaar in Tweede Provinciale, waar ze zich de volgende seizoenen konden handhaven. In 2000 promoveerde Sint-Jan naar de hoogste provinciale afdeling, maar eindigde er op een degradatieplaats.
De clubs besloten samen te gaan en in 2001 ontstond fusieclub VC Wingene. De club speelde verder in Tweede Provinciale met stamnummer 5216 van Hoger Op. Na een decennium in Tweede Provinciale haalde KVC Wingene er de titel en promoveerde zo in 2010 naar Eerste Provinciale. Ook op het hoogste provinciale niveau haalde men meteen goede resultaten. De ploeg eindigde er het eerste seizoen op een vijfde plaats en behaalde een plaats in de eindronde. Wingene won de provinciale eindronde en mocht zo naar de interprovinciale eindronde. Na winst tegen FC Jeunesse Lorraine Arlonaise na penalty's dwong Wingene daar voor het eerst promotie af naar de nationale Vierde Klasse in 2011.
KVC Wingene eindigde zijn eerste seizoen in Vierde Klasse echter als voorlaatste en degradeerde zo in 2012 na een seizoen weer naar Eerste Provinciale.
In het seizoen 2017/18 maakte de ploeg terug de overstap naar Derde klasse amateurs. In dat seizoen lukt het net niet om de promotie naar Tweede klasse amateurs te vieren, na verlies tegen Diegem Sport. Tijdens het seizoen 2019/20 meldde de club dat door financiële problemen de ploeg vrijwillig zakt uit Derde klasse amateurs en herstart in Vierde provinciale. Ook een mogelijke fusie met KSKV Zwevezele lag even op tafel, maar die gesprekken draaiden op niets uit.

## Resultaten
| Seizoen | Klasse | Klasse | Klasse | Klasse | Klasse | Klasse | Klasse | Klasse | Klasse | Reeks                                                    | Punten                                                   | Opmerkingen |
|         | I      | I      | II     | III    | IV     | P.I    | P.II   | P.III  | P.IV   |                                                          |                                                          | |
| ------- | ------ | ------ | ------ | ------ | ------ | ------ | ------ | ------ | ------ | -------------------------------------------------------- | -------------------------------------------------------- | --- |
| 2005/06 |        |        |        |        |        |        | 2      |        |        | Tweede prov. W-Vl                                        | 62                                                       | |
| 2006/07 |        |        |        |        |        |        | 11     |        |        | Tweede prov. W-Vl                                        | 36                                                       | |
| 2007/08 |        |        |        |        |        |        | 5      |        |        | Tweede prov. W-Vl                                        | 49                                                       | |
| 2008/09 |        |        |        |        |        |        | 10     |        |        | Tweede prov. W-Vl                                        | 41                                                       | |
| 2009/10 |        |        |        |        |        |        | 1      |        |        | Tweede prov. W-Vl                                        | 68                                                       | |
| 2010/11 |        |        |        |        |        | 5      |        |        |        | Eerste prov. W-Vl                                        | 51                                                       | Promotie door winst in interprovinciale eindronde                                                                        |
| 2011/12 |        |        |        |        | 15     |        |        |        |        | Vierde klasse A                                          | 21                                                       | |
| 2012/13 |        |        |        |        |        | 7      |        |        |        | Eerste prov. W-Vl                                        | 46                                                       | |
| 2013/14 |        |        |        |        |        | 8      |        |        |        | Eerste prov. W-Vl                                        | 39                                                       | |
| 2014/15 |        |        |        |        |        | 2      |        |        |        | Eerste prov. W-Vl                                        | 61                                                       | |
| 2015/16 |        |        |        |        |        | 8      |        |        |        | Eerste prov. W-Vl                                        | 42                                                       | |
|         | 1A     | 1B     | 1Am    | 2Am    | 3Am    | P.I    | P.II   | P.III  | P.IV   | Vanaf 2016-17 zijn er 3 nationale en 2 regionale niveaus | Vanaf 2016-17 zijn er 3 nationale en 2 regionale niveaus | Vanaf 2016-17 zijn er 3 nationale en 2 regionale niveaus                                                                 |
| 2016/17 |        |        |        |        |        | 1      |        |        |        | Eerste prov. W-Vl                                        | 64                                                       | |
| 2017/18 |        |        |        |        | 3      |        |        |        |        | Derde klasse Am.                                         | 57                                                       | Verlies in eindronde voor promotie tegen Diegem Sport                                                                    |
| 2018/19 |        |        |        |        | 5      |        |        |        |        | Derde klasse Am.                                         | 49                                                       | |
| 2019/20 |        |        |        |        | 11     |        |        |        |        | Derde klasse Am.                                         | 28                                                       | Wingene vroeg geen licentie aan voor derde klasse amateurs waardoor men in het komende seizoen in 4e provinciale aantrad |
| 2020/21 |        |        |        |        |        |        |        |        | -      | Vierde prov. W-Vl B                                      | -                                                        | Seizoen geschrapt wegens Covid-19                                                                                        |
| 2021/22 |        |        |        |        |        |        |        |        | 3      | Vierde prov. W-Vl B                                      | 66                                                       | |
| 2022/23 |        |        |        |        |        |        |        |        | 1      | Vierde prov. W-Vl B                                      | 76                                                       | |
| 2023/24 |        |        |        |        |        |        |        | 6      |        | Derde prov. W-Vl B                                       | 49                                                       | |
| 2024/25 |        |        |        |        |        |        |        | 8      |        | Derde prov. W-Vl B                                       | 40                                                       | |
| 2025/26 |        |        |        |        |        |        |        |        |        | Derde prov. W-Vl B                                       |                                                          | |

## Bekende (ex-)spelers
- Kristof Arys
- Gilbert Bailliu
- James Lahousse
- Sidney Lammens
- Jeroen Vanthournout
- Karel Van Roose
- Bas Vervaeke
- Dieter Wittesaele

## Trainers
- 2013-2014:  Angelo Paravizzini
- 2014-2015:  Angelo Paravizzini
- 2015-2016:  Angelo Paravizzini
- 2016-2017:  Angelo Paravizzini
- 2017-2018:  Angelo Paravizzini
- 2018-2019:  Angelo Paravizzini
- 2019-2020:  Angelo Paravizzini,  Jakob Crombez
- 2020-2021:  Marino Gruyaert
- 2021-2022:  Marino Gruyaert
- 2022-2023:  Marino Gruyaert
- 2023-2024:  Giovanni Pommelaere
- 2024-heden:  Philip Mercier